# Chibchacum
Chibchacum var i colombiansk mytologi den gud som försökte förgöra människorna med en stor stormflod.
Chibchacums uppsåt förhindrades av den högste guden Bochica, varpå han blev en underjordisk gud med uppgiften att bära himlavalvet på sina skuldror. När han flyttade bördan mellan sina skuldror uppstod jordbävning. Jämför Atlas och Loke.